# 16 Horsepower
I 16 Horsepower (o Sixteen Horsepower) sono stati un gruppo musicale statunitense. Il loro stile che prevedeva l'utilizzo della tipica strumentazione della tradizione musicale dei monti Appalachi, reinterpretava il country ed il folk, con un'attitudine post punk e gothic. Le liriche dei loro brani richiamano spesso tematiche cristiane.

## Storia del gruppo
Si sono formati nel 1992 a Los Angeles dal cantautore David Eugene Edwards, originario del Colorado e Pascal Humbert, musicista francese già attivo nei Passion Fodder, conosciutisi durante alcune riprese cinematografiche presso gli Hollywood Studios di Roger Corman. Al duo si aggiunse dopo poco tempo il batterista Jean-Yves Tola.
Nati come Horsepower (hp, ma anche termine associato nello slang americano all'eroina) decisero di anteporre il 16, numero dei cavalli che trainavano una bara ricavato da una canzone folk. In seguito si trasferirono in Colorado dove al trio si aggiunse il liutaio Kevin Soll al basso e contrabbasso.
Dopo un primo singolo per la Ricochet Records, Shametown del 1994 ed un gran numero di concerti nel nord America vennero notati dalla A&M che li mise sotto contratto. In attesa della pubblicazione dell'album che avevano già registrato con l'etichetta, decisero di registrare e pubblicare un primo EP eponimo per la Ricochet.
L'anno successivo venne finalmente pubblicato l'album d'esordio, Sackcloth 'n' Ashes, che li fece apprezzare dalla critica per l'originalità delle musiche e l'intensità dell'interpretazione, l'album venne paragonato ai lavori di Nick Cave degli anni ottanta ed a quelli di Tom Waits e per la strumentazione usata a quelli dei primi Violent Femmes (il produttore è lo stesso del gruppo e nell'album suona in alcuni brani Gordon Gano) e dei Pogues.
Nel 1998, prodotti da John Parish, pubblicarono Low Estate sempre per la A&M che uscì in Europa con una scaletta diversa. In quest'album le liriche assunsero un tono maggiormente gotico.
Il terzo album, Secret South, edito dalla Razor & Tie Music, fu registrato in un solo giorno. È composto da 11 sermoni scritti da Edwards con l'aggiunta del traditional Wayfaring Stranger e di Nobody 'Cept You di Bob Dylan.
Nel 2000 uscì l'album live Hoarse registrato nel 1998. Nel 2001 il gruppo si prese una pausa di riflessione a causa del fatto che Tola a causa di impegni lavorativi non riusciva a seguire sempre il gruppo in tour. Edwards decise di iniziare con la collaborazione di altri musicisti un progetto solista, i Wovenhand. Anche Humbert e Tola rispolverarono il loro vecchio progetto dei Lilium con cui pubblicarono un album.
Nel 2002 il gruppo ritornò in sala di registrazione per il quarto album: Folklore. Come preannunciato dal titolo l'album è molto più legato al folk dei predecessori ed è composto principalmente da cover (ben 12) e solo da 4 brani originali. Attraversato da un forte senso di rassegnazione viene considerato un limpido esempio di depressione rurale.
Dopo un album contenente inediti e registrazioni live del 1994, Olden (2003), il gruppo si sciolse definitivamente nel 2005, Edwards proseguì con il progetto Wovenhand mentre Tola ed Humbert riformarono i Lilium.
Nel 2008 la Glitterhouse Records ha pubblicato un doppio album dal vivo, Live March 2001, registrato a Bruxelles. Di tre anni dopo è la loro prima raccolta Yours Truly, con inediti e rarità.

### Formazione
- David Eugene Edwards – voce, chitarra, banjo, concertina Chemintzer, hurdy gurdy, lap steel guitar, bandoneón, piano (1992–2005)
- Jean-Yves Tola – batteria, percussioni, piano, voce (1992–2005)
- Pascal Humbert – basso, contrabbasso, guitar, voce (1992, 1996–2005)
- Keven Soll – contrabbasso, flat top bass, violoncello, voce (1993–1996)
- Rob Redick – bass (1996–1997)
- Jeffrey-Paul Norlander – violino, chitarra, violoncello, organo, voce (1997–1998)
- Steve Taylor – chitarra, tastiere, voce (1998–2001)

## Discografia

### Album in studio
- 1996 - Sackcloth 'n' Ashes
- 1997 - Low Estate
- 2000 - Secret South
- 2002 - Folklore

### Album dal vivo
- 2000 - Hoarse
- 2008 - Live March 2001 (2CD)

### Raccolte
- 2003 - Olden
- 2011 - Yours Truly (2CD)

### EP
- 1995 - 16 Horsepower EP